# Linie následnictví libyjského trůnu

Znak bývalého libyjského království

Následnictví libyjského trůnu se plně řídilo zásadou salického práva (tj. ženy a jejich potomci jsou podle muslimských zvyků úplně vyloučeny z následnictví trůnu) vzhledem k tomu že Libye patří k arabským a tudíž muslimským státům. Libyjské království bylo zrušeno v roce 1969, tudíž jsou současní následníci libyjského trůnu pretendenti. Současným pretendentem a hlavou rodu je Muhammad as-Senussi, který je druhorozeným synem posledního libyjského korunního prince Hassana Senussiho, který byl synovcem krále Idrise I. (král neměl vlastní potomky). korunní princ Hassan se měl v roce 1969 stát králem po abdikaci krále Idrise, ale tuto událost o den předešla Kadaffím vedená vojenská revoluce. 
Kromě prince Muhammada Senussiho se od roku 1988 pokládá za hlavu rodu (pretendenta trůnu), také Idris Abdulláh as-Senussi z vedlejší větve dynastie Senussi (jehož otec byl ještě před jeho narozením zbaven titulů v roce 1954), který je stejně jako Muhammad Senussi potomkem Muhammada ibn Alího as-Senussiho, zakladatele Senussijského řádu a děda krále Idrise I. Podle ústavou definovaného řádu následnictví by, ale byl Idris Abdulláh trůnu velmi vzdálen i za existence monarchie.
Libyjské království bylo klasickou dědičnou monarchií, kde řád následnictví trůnu byl dán ústavou (z roku 1951) konkrétně články 44 až 46. Dále pak články 49 až 55 specifikovali podmínky regentství. Dle ústavy se tak králem mohl stát pouze muž, libyjský muslim z rodu Senussi, jehož rodiči byli muslimové. Běžně byl následníkem trůnu nejstarší syn krále popř. syn nejstaršího syna krále, ale král měl možnost jmenovat následníkem jiného svého mužského příbuzného (syna, vnuka, bratra, synovce).
Toto například udělal král Idris, když v roce 1955 zemřel králův bratr a korunní princ Muhammad, tak král jmenoval korunním princem jeho nejmladšího syna Hasana. Ten sám před svou smrtí jmenoval svým následníkem druhého nejstaršího syna Muhammada.
Nejpodobnější současný systém následnictví ze současných monarchií má Jordánsko.

## Současná linie následnictví
Linie následnictví libyjského trůnu:

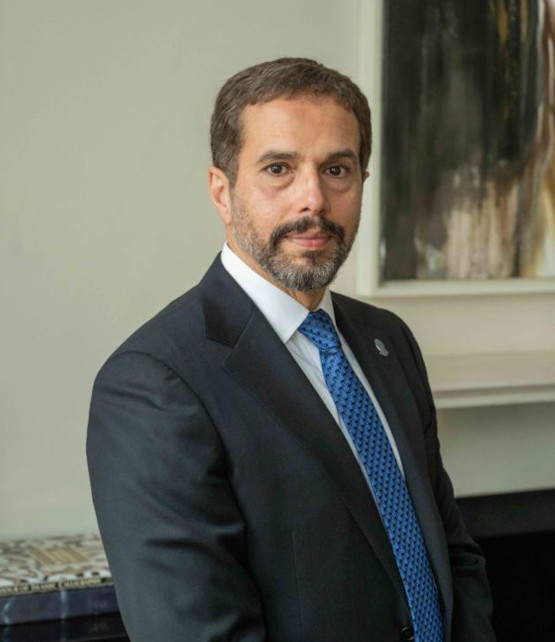
Muhammad as-Senussi, současný pretendent trůnu

- Muhammad ibn Ali as-Senussi (1787–1859) velký Senussi
  - Muhammad al-Mahdí as-Senussi (1844–1902)
    -  JV král Idris I. (1889–1983)
    - Jkv korunní princ Muhammad ar-Rid as-Senussi (1890–1955)
      - Jkv korunní princ Hassan Senussi (1928–1992)
        - Jkv Muhammad Senussi (*1962), pretendent trůnu
        - (1) Jkv al-Mahdí Senussi (*1960)
          - (2) Idris bin al-Mahdí as-Sanussi

        - (3) Jkv Chálid as-Senussi (*1965)
        - (4) Jkv Ašraf as-Senussi (*1966)
        - (5) Jkv Jalál as-Senussi (*1976)

  - Muhammad as-Šarif as-Senussi (1846–1896)
    - Muhammad al-Abíd as-Senussi (1881–1938)
      - Abdulláh Muhammad al-Abíd as-Senussi (*1919–1988)
        - Jkv Idris Abdulláh as-Senussi (*1957), nárokovatel postu hlavy rodu
          - (*1) Chálid Idris as-Senussi (*1988)